# 7006 Фолко
7006 Фолко (7006 Folco) — астероїд головного поясу, відкритий 2 березня 1981 року.
Тіссеранів параметр щодо Юпітера — 3,488.